# Surrey Police
Surrey Police – brytyjska formacja policyjna, pełniąca funkcję policji terytorialnej na obszarze całego hrabstwa ceremonialnego Surrey. Według stanu na 31 marca 2012, liczy 1974 funkcjonariuszy.

## Galeria

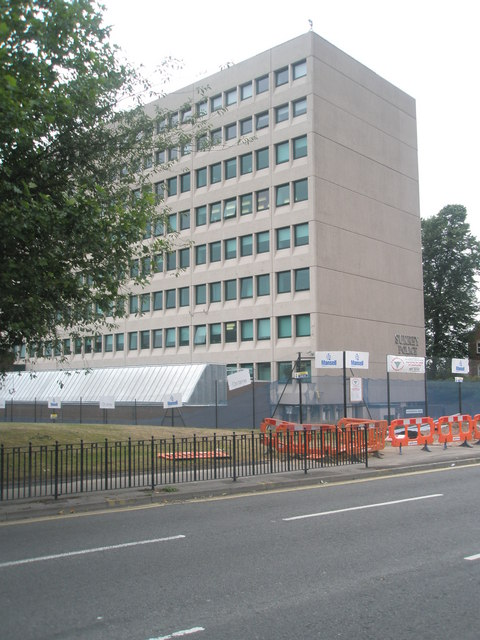
Komenda Główna Surrey Police w Guildford
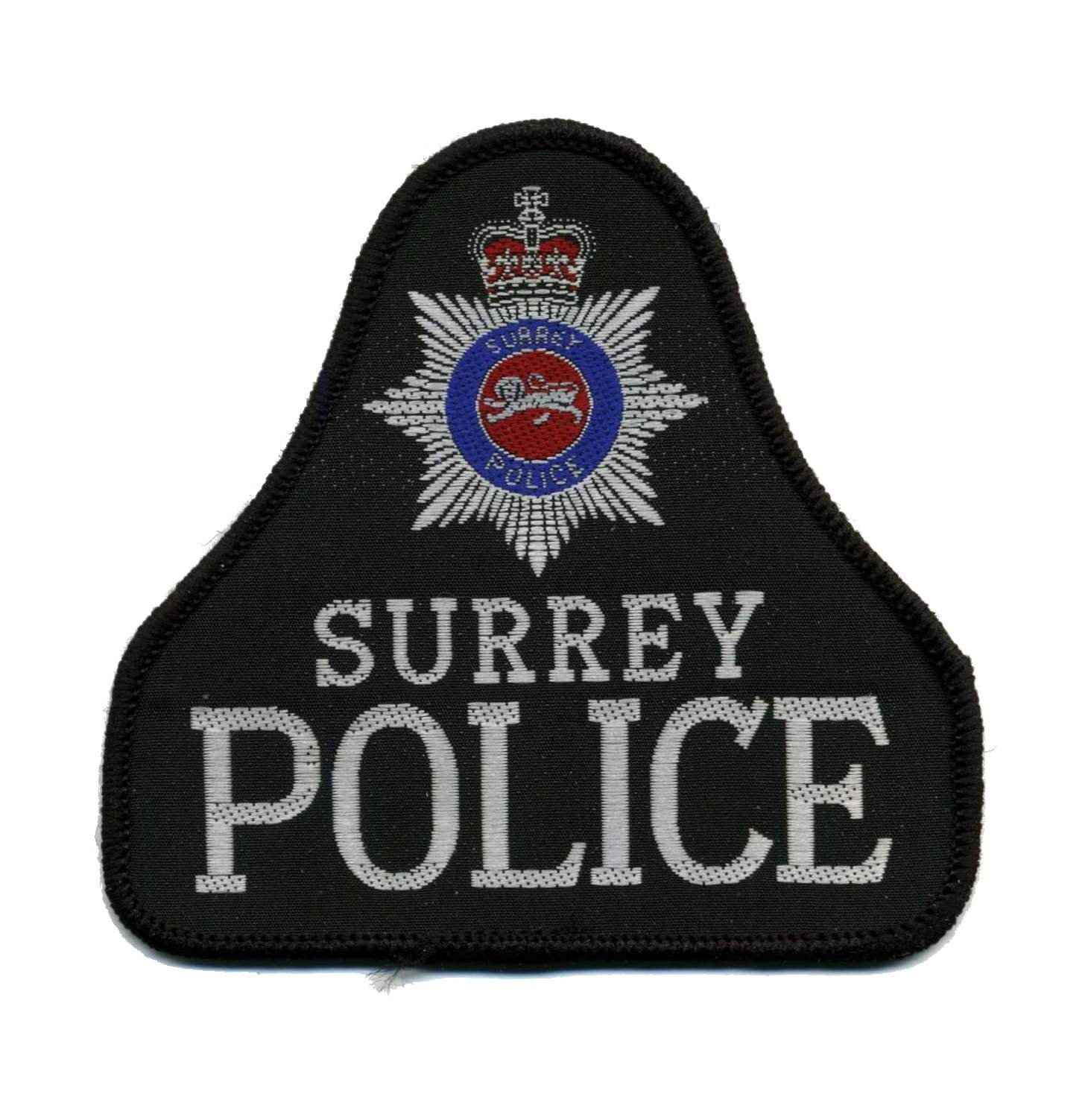
Naszywka mundurowa